# Wendy Sherman
Wendy Ruth Sherman (nacida el 7 de junio de 1949) es una diplomática estadounidense que se desempeñó como subsecretaria de Estado de los Estados Unidos desde abril de 2021, hasta su jubilación en julio de 2023.

## Biografía
Sherman, una trabajadora social, se desempeñó como directora de EMILY's List, directora de la oficina de bienestar infantil de Maryland y presidenta fundadora de la Fundación Fannie Mae. Durante la administración Clinton, se desempeñó como consejera del Departamento de Estado de los Estados Unidos de 1997 a 2001. También fue asesora especial del presidente Bill Clinton y la secretaria de Estado Madeleine Albright y coordinadora de políticas de Corea del Norte. En este último cargo, jugó un papel decisivo en las negociaciones relacionadas con los programas de armas nucleares y misiles balísticos de Corea del Norte.
Sirvió bajo Hillary Clinton y John Kerry como subsecretaria de Estado para Asuntos Políticos de 2011 a 2015. Fue la cuarta funcionaria de rango en el Departamento de Estado de Estados Unidos. En ese papel, Sherman fue el principal negociador del acuerdo nuclear con Irán. El 16 de enero de 2021, el presidente electo Joe Biden anunció formalmente que Sherman se desempeñaría como subsecretario de Estado de los Estados Unidos bajo la dirección de Antony Blinken. El 11 de marzo de 2021, su nominación fue reportada por el Comité de Relaciones Exteriores del Senado. Su nominación fue aprobada por el pleno del Senado el 13 de abril de 2021, con una votación de 56 a 42. Es la primera mujer en ocupar el cargo. Asumió el cargo el 14 de abril de 2021.